# Moriori
Die Moriori waren ein Volk polynesischer Herkunft, das etwa ab 1500 auf den heute neuseeländischen Chathaminseln siedelte und dort bis Anfang des 19. Jahrhunderts weitgehend ungestört lebte. 1835 fielen die beiden Māori-Stämme der Ngāti Mutunga und der Ngāti Tama von der Nordinsel Neuseelands in ihr Stammesgebiet ein. Über 200 Moriori wurden dabei getötet und die Überlebenden versklavt. Der Stamm als solcher gilt heute als ausgestorben.
Bei der Volkszählung 2006 gaben 942 Einwohner Neuseelands an, Nachfahren der Moriori zu sein. Die Nennungen verteilten sich über das gesamte Land, wobei aber die Region Canterbury mit 192 und die Region Auckland mit 132 Schwerpunkte darstellten.

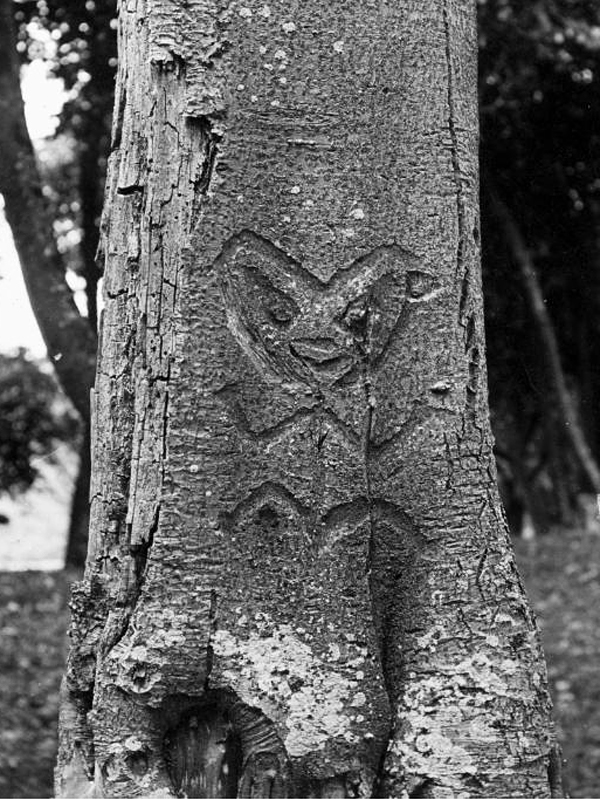
Moriori-Baumschnitzerei, Chathaminseln (1900)

## Abstammung
Es wurde ursprünglich angenommen, dass die Moriori ein melanesisches Volk seien. Die wissenschaftliche Erforschung der Abstammung der Moriori begann um 1894. Der erste Gelehrte, der sich mit dieser Frage beschäftigte, war Dr. John H. Scott, und zwar auf der Basis von 38 Personen, an denen er seine Forschungen durchführte. Scott ging davon aus, dass Māori und Moriori beide von den Polynesiern abstammten, aber je nach Iwi unterschiedlich starke melanesische Einflüsse aufwiesen. In der Folge beschäftigten sich einige Wissenschaftler mit der Abstammungsfrage. Doch die Anzahl der Moriori, die keiner Mischehe entstammten, nahm rapide ab. Tame Horomona Rehe, der Letzte der Moriori, verstarb am 19. März 1933. So wurde es für die Wissenschaftler zusehends schwieriger, an lebenden Personen zu forschen.
Heute gehen Anthropologen davon aus, dass die Moriori rein polynesischer Abstammung waren und je nach Auslegung zwischen dem 9. und dem 16. Jahrhundert auf den Chatham-Inseln siedelten. Meist wird aber um 1500 als Besiedelungszeitpunkt angegeben. Durch die isolierte Lage der Inselgruppe entwickelte sich unter den Moriori eine eigenständige Sprache und Kultur, sodass man sie als ein von den Māori unterscheidbares, eigenständiges Volk betrachten muß. Brett weist jedoch darauf hin, daß sie sich selbst nicht als solches bezeichneten, sondern daß Anzeichen einer emischen kollektiven Identität vor dem Kontakt mit den Briten fehlen.

## Namensherkunft
Die Schreibweise des Namens der Moriori ist höchst unterschiedlich und reicht von Mōriori über Mooriori, Mouriuri, Maioriori, Maoriori bis hin zur jetzt gebräuchlichen englischen Form Moriori, wobei das erste „o“ lang ausgesprochen wird. Über die Entstehung des Namens und seine unterschiedlichen Ausprägungen gibt es keine gesicherten Erkenntnisse. Es wird angenommen, dass sich die Moriori, als die ersten Māori zu den Inseln herüberkamen oder die ersten Europäer die Chathams betraten, selbst so benannten. Sie taten dies nicht, um sich als eine bestimmte Rasse zu bezeichnen, denn aus ihrer Sicht gab es nur Bezeichnungen für ihre Stämme, sondern dem Gegenüber zu dokumentieren, dass sie ein anderer Stamm waren. Entsprechend dem Dictionary of the Maori Language von Herbert W. Williams wird das Wort Māori mit ordinary people of a place (gewöhnliches Volk eines Ortes) übersetzt. Ableitungen davon wurden als Bezeichnung für die Bewohner der Chatham Islands erst nach der Ankunft der Europäer verwendet.

## Einflüsse von außen und Verdrängung
Den vermutlich ersten Kontakt zu Europäern hatten die Moriori am 29. November 1791. An diesem Tag ging Leutnant William Robert Broughton mit der Chatham vor Rēkohu, der Hauptinsel der Inselgruppe, vor Anker. Bei dem Versuch, einen Tauschhandel mit den Moriori einzugehen, kam es zu Missverständnissen und in Folge zu Kampfhandlungen, bei denen einer der Moriori getötet wurde. Nach der Abreise Broughtons beschlossen die Stämme, Fremden zukünftig wohlwollend zu begegnen und Konflikte friedlich zu lösen (Nunukus Gesetz). Vor der Abreise der Chatham hisste William Broughton die britische Flagge , gab der Hauptinsel den Namen seines Schiffes und beanspruchte das Land für King George III.
Anfang 1800 hatten sich einige Walfänger und Seehundjäger auf den Chatham-Inseln niedergelassen und um 1827 herum und in den Folgejahren sollen größere Mengen Schweinefleisch von den Chatham-Inseln nach Neuseeland transportiert worden sein. Gut 35 Jahre nach Broughtons Landung kamen die Moriori in Kontakt zu sechs Schiffbrüchigen der Brigg Glory, die am 15. Januar 1827 vor Pitt Island havarierte und sank. Es wird angenommen, dass die sechs Überlebenden mit einem Kanu der Moriori zurück nach Neuseeland segeln konnten und schließlich die Bay of Islands sicher erreichten.
Am 17. November 1835 kam Kapitän John Harewood mit der Lord Rodney, begleitet von rund 500 Māori der Stämme Ngāti Mutunga und der Ngāti Tama zu den Chatham Islands. Andere Quellen sprechen von 900 Okkupanten, die in zwei Transporten zu den Inseln kamen. Die von der strapaziösen dreitägigen Überfahrt geschwächten Māori wurden gastfreundlich empfangen. Doch bei später aufkommenden Konflikten gingen die kriegerischen Māori zum Angriff über, töteten über 200 Moriori und versklavten die Überlebenden. Am 5. Juli 1866 wurden die Chatham Islands zu einer Strafkolonie umfunktioniert, in der die im Rahmen der militärischen Niederschlagung der religiösen Bewegung Pai Mārire gefangen genommenen Māori inhaftiert wurden. Unter ihnen war Te Kooti, der zwei Jahre später am 4. Juli 1868 mit 300 Gefolgsleuten auf dem gekaperten Schoner Rifleman entkommen konnte.
Rhys Richards ging in seiner Publikation 1972 davon aus, dass um 1791 2.000 Moriori auf den Inseln der Chatham Islands gelebt haben, wogegen 1862 der Moriori Council der 101 noch überlebenden Moriori eine Namensliste der 1.663 Moriori erstellte, die kurz vor der Invasion durch die Māori im Jahr 1835 auf den Inseln gelebt hatten. Der Rückgang der Einwohnerzahl von 1791 bis 1835 ergab sich durch die von Europäern eingeschleppten Krankheiten wie Grippe und Masern, an denen viele starben. Der Verlust von über 1.500 Bewohnern von 1835 bis 1862 wurde durch Tötung, Versklavung und Verschleppung durch die von der Nordinsel Neuseelands eingefallenen Māori verursacht. Der letzte Moriori verstarb am 19. März 1933. Tame Horomona Rehe hatte es als der letzte Überlebende seines Stammes zu einer gewissen Bekanntheit gebracht.
Der Historiker André Brett von der Curtin University klassifiziert die Vernichtung der Moriori als Völkermord.

## Waitangi Tribunal
In den 1990er Jahren fingen die Nachfahren der Moriori an, sich in der Öffentlichkeit vermehrt als The First Chatham Islanders (die ersten Chatham-Inselbewohner) darzustellen. Sie trugen ihre Ansprüche an den Chatham Islands erstmals am 9. Mai 1994 dem Waitangi Tribunal vor, das zu diesem Zweck zur ersten Anhörung in der Waitangi Hall auf den Chatham Islands stattfand. Seit dieser Zeit gab es 14 Anhörungen mit dem Ergebnis eines ersten Reports, der am 25. Mai 2001 erstellt wurde.
Der Report stellte klar, dass die Versklavung der Moriori im Jahre 1835 auch nach der Annexion der Inseln durch die britische Krone im Jahre 1842 noch über 20 Jahre lang stattfand und damit seitens der Krone gegen den Slavery Abolition Act von 1833 und die damaligen Menschenrechtsstandards verstoßen wurde. Weiterhin wurde festgestellt, dass Landentschädigungen nicht in ausreichendem Maße und zu ungerechten Preisen stattgefunden hatten. Es wurde festgestellt, dass mindestens die Hälfte des Landes hätte zurückgegeben werden müssen. Verhandlungen darüber begannen im Jahr 2004.

## Gegenwart
Die neuseeländische Bildungsministerin Anne Tolley präsentierte im März 2011 acht neue Schulbücher, in denen die Geschichte und Kultur der Moriori neu dargestellt wurde. Sie stellte diese Bücher mit einem symbolischen Akt im Kopinga Marae auf den Chatham Islands vor und bemerkte, dass „zum ersten Mal die Moriori eine authentische Stimme in den Schulbüchern hätten“. 169 Jahre nach der britischen Besitznahme der Chatham Islands wurde nun den Vorurteilen über Herkunft, Kultur und Charakter der Moriori, die häufig als primitives, faules und heimtückisches „Naturvolk“ dargestellt wurden, offiziell widersprochen.